# Estafilinídeos
Estafilinídeos (Staphylinidae) é uma família de insectos coleópteros, com cerca de 50.000 espécies descritas, (tantas como vertebrados). O seu tamanho oscila entre 0,5 e 50 mm, ainda que a maioria tenham entre 2 e 10 mm.
Segundo Lawrence & Newton as antigas famílias Micropeplidae, Pselaphidae e Scaphidiinae devem incluir-se entre os estafilínideos, com categoria de subfamília.

## Características
A maioria das espécies são alongadas e com tegumento mole. Os élitros são tipicamente curtos, deixando a descoberto parte do abdómen. As asas estão bem desenvolvidas e são bons voadores.

## Biologia e ecologia
Os estafilínideos ocupam uma grande diversidade de habitats: entre folhas caídas de vegetais, turfa, fungos, córtex de árvores, detritos, tocas de mamíferos, ninhos de aves, ninhos de insectos sociais (formigas, vespas, abelhas, térmitas), cavidades naturais, vegetação, flores, etc.
A maioria são carnívoros ou detritívoros, mas também existem espécies saprófagas (matéria vegetal em descomposição) e fitófagas (pólen, flores, algas, etc.). Muitos segregam substâncias tóxicas e irritantes, para repelir os potenciais predadores.
Os estafilínideos têm um importante papel nos ecossistemas, tanto actuando como presas, como mantendo o equilíbrio de populações de outros insectos (escolítideos, larvas de dípteros, caracóis, etc.)

## Subfamílias
É composta pelas seguintes subfamílias:
- Glypholomatinae
- Microsilphinae
- Omaliinae
- Empelinae
- Proteininae
- Micropeplinae
- Neophoninae
- Dasycerinae
- Protopselaphinae
- Pselaphinae
- Phloeocharinae
- Olisthaerinae
- Tachyporinae
- Trichophyinae
- Habrocerinae
- Aleocharinae
- Trigonurinae
- Apateticinae
- Scaphidiinae
- Piestinae
- Osoriinae
- Oxytelinae
- Oxyporinae
- Megalopsidiinae (=Stylopodinae)
- Steninae
- Euaesthetinae
- Solieriinae
- Leptotyphlinae
- Pseudopsinae
- Paederinae
- Staphylininae